# Lepidosaphes pinifolii
Lepidosaphes pinifolii är en insektsart som först beskrevs av Borchsenius 1964.  Lepidosaphes pinifolii ingår i släktet Lepidosaphes och familjen pansarsköldlöss.
Artens utbredningsområde är Sydkorea. Inga underarter finns listade i Catalogue of Life.